# Emily Davinci
Emily Davinci, född 24 februari 1984 i Montréal i Québec i Kanada, är en kanadensisk skådespelare i pornografisk film. Davinci har medverkat i över 80 filmer sedan sin debut 2002. Flest scener har hon gjort med Mr. Pete.